# Neulliac
Neulliac is een gemeente in het Franse departement Morbihan (regio Bretagne). De plaats maakt deel uit van het arrondissement Pontivy. De gemeente telde 1.476 inwoners op 1 januari 2022.

## Geografie
De oppervlakte van Neulliac bedroeg op 1 januari 2022 30,99 vierkante kilometer; de bevolkingsdichtheid was toen 47,6 inwoners per km².

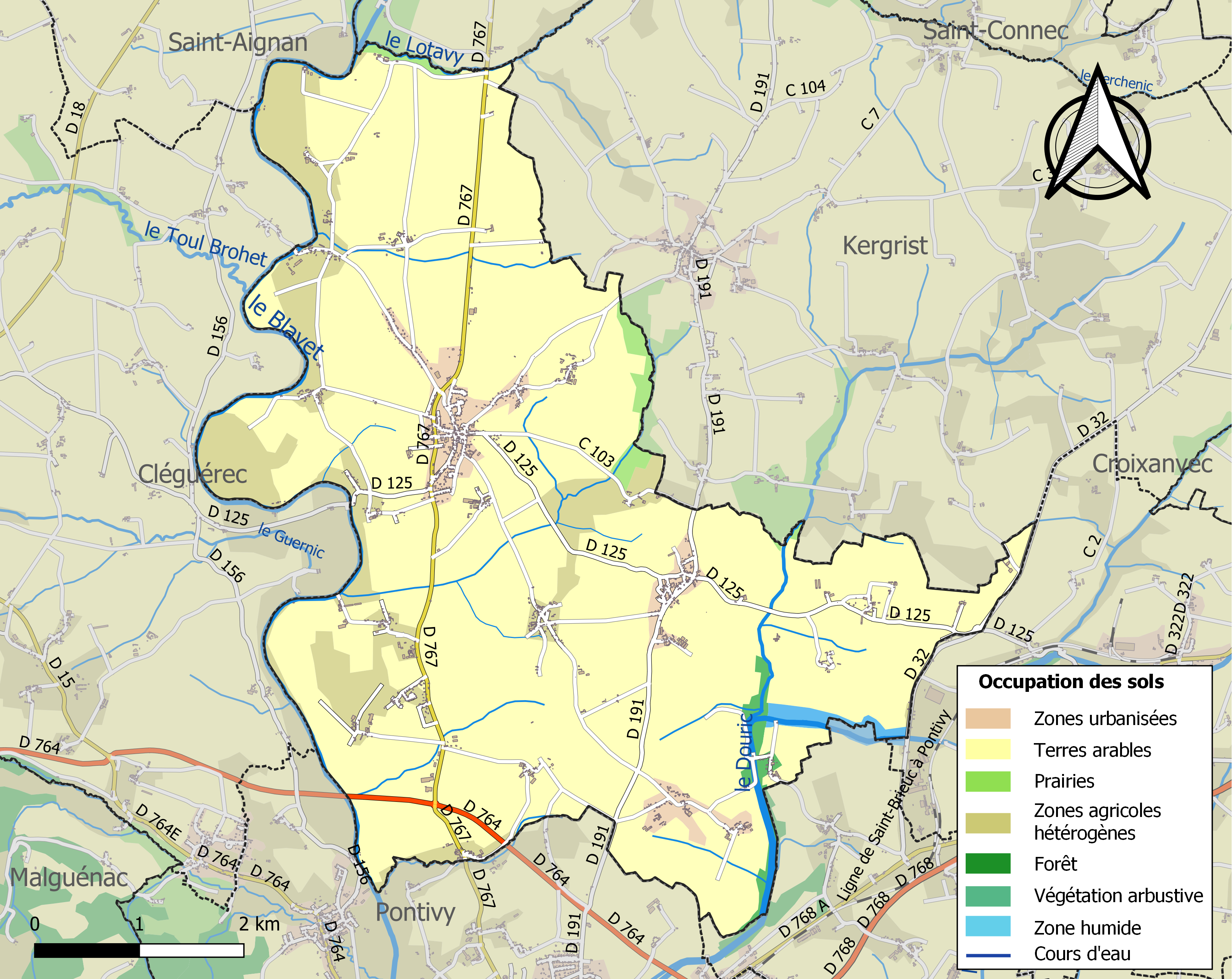
Kaart van de gemeente met de belangrijkste infrastructuur, bodemgebruik en omliggende gemeenten

## Demografie
Onderstaande figuur toont het verloop van het inwonertal (bron: INSEE-tellingen).